# قلعه باستاین باسیف
قلعه باستاین باسیف دژی است ویران در بندر ماهشهر، استان خوزستان. آثار این بنا در مقابل روستای مالکی و امامزاده عبدالله در شرق جاده هندیجان-دیلم دیده می‌شود. این دژ دارای حصار، برج و بارو است. سنگ گلال (سنگ دریا)، قیر و ساروج مصالح ساختمانی این قلعه می‌باشد. باسیف از خاندان دیلمیان و پسر ابا کالنجار بوده و نام این قلعه برگرفته از نام اوست.